# アウトストラーダ A20
アウトストラーダ A20は、シチリア高速道路コンソーシアムが管理する延長183kmの有料のアウトストラーダである。
A20は、メッシーナ-パレルモと呼ばれているが、実際にはブオンフォルネッロで終わっている。シチリアの州都であるパレルモに到達するには、更に無料のA19を46km進む必要がある。

## 歴史

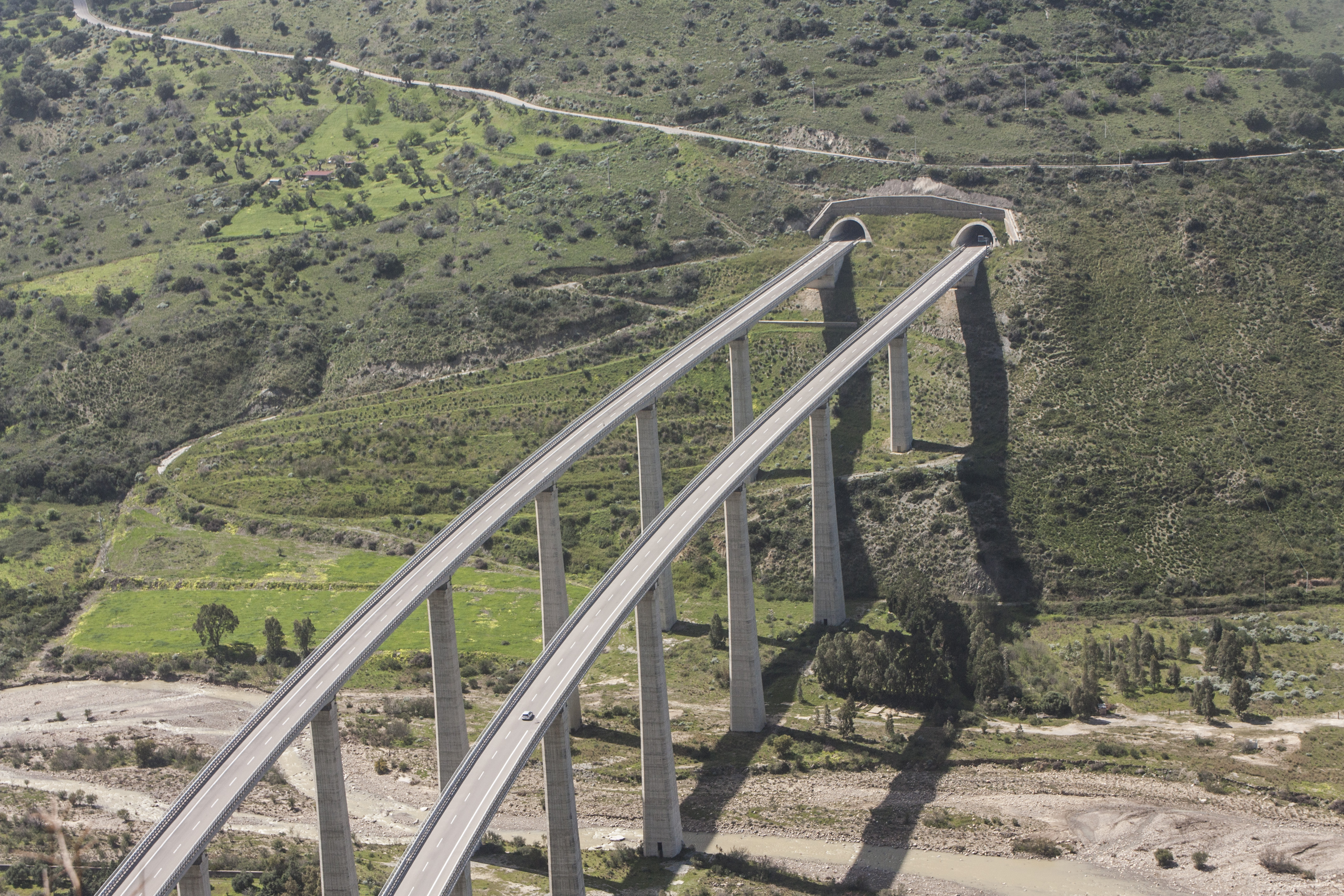
トゥーザ川をわたるA20の高架橋

1969年1月24日にヴェローナの会社であるテクニタルが最初の12kmの区間であるメッシーナ・ボッチェッタ出入口からヴィッラフランカ・ティッレーナ出入口までのメッシーナ区間の建設受注契約を落札した。
1971年に次のブローロからロッカ・ディ・カプリレオーネの13kmの契約が締結された。1972年に最初の契約から3年と少しでボッチェッタからヴィッラフランカ・ティッレーナの区間が開通した。この頃は、全てうまく行っており、工事は迅速に進んだ。しかし1975年にブカロッシ法により入札が停止され、既に始まっている工事以外は進められなくなった。
1977年に、ブローロからロッカ・ディ・カプリレオーネの区間が、そして、一年後にパッティからブローロの18kmが完成した。その後、工事入札は7年間停止した。ブカロッシ法施行前に割り当てられた工事は進められた。建設工事の無期限停止の恐れがあった。
しかし、1982年に議員たちの介入を受け、議会は工事に新たな勢いを与えた。そして1984年に、この時まで高速道路建設の管理をしてきたヴィンチェンツォ・アルディッツォーネが議長を務めるメッシーナ-パッティ・コンソーシアムが新たな契約を締結した。ここでまた、ローマ政府に重複して出資を依頼する関連自治体間の対立、請負業者の政治的癒着、工事の早期決着を妨げる地元の有権者に嫉妬する地方議員、といった新たな種々の問題が発生した。
1988年にロッカ・ディ・カプリレオーネとサンターガタ・ディ・ミリテッロの区間が開通した。
1992年にサンターガタ・ディ・ミリテッロとフリアーノ仮出入口のわずか8kmの区間が開通した。この区間にはフリアーノ本線料金所を含んでいる。フリアーノ本線料金所は、サンターガタ・ディ・ミリテッロ出入口のパレルモ側すぐのところにあったが、2006年にフリアーノ-カステルブオーノ区間が開通した後に使われなくなった。
| 区間                                                          | 開通日         |
| ------------------------------------------------------------- | -------------- |
| ボッチェッタ – ヴィッラフランカ・ティッレーナ                 | 1972年06月01日 |
| ディビエート – ロメッタ                                       | 1973年02月23日 |
| ミラッツォ – パッティ                                         | 1973年09月30日 |
| ロメッタ – ミラッツォ                                         | 1973年12月04日 |
| チェントロ - ボッチェッタ                                     | 1974年07月29日 |
| チェファル西 – ブオンフォルネッロ                             | 1974年11月16日 |
| トレメスティエーリ - チェントロ                               | 1974年11月21日 |
| チェファル東 – チェファル西                                   | 1977年07月15日 |
| ブローロ - ロッカ・ディ・カプリレオーネ                       | 1977年10月23日 |
| パッティ - ブローロ                                           | 1978年08月05日 |
| ロッカ・ディ・カプリレオーネ – サンターガタ・ディ・ミリテッロ | 1988年12月18日 |
| サンターガタ・ディ・ミリテッロ – フリアーノ                   | 1992年08月09日 |
| カステルブオーノ – チェファル東                               | 1998年07月28日 |
| フリアーノ – カステルブオーノ                                 | 2005年07月21日 |

しかしシチリアにもまた、タンジェントポリがひろがっていた。パレルモ検察庁は、アウトストラーダの入札の調査を開始した。フィリッポ・サラモーネ(ブレシアの治安判事ファビオ・サラモーネの兄弟)の会社が捜査線上にあがり、その後、マフィアとの共犯関係により逮捕された。建設工事は再度中断した。コンソーシアムの経営陣もまたマーニ・プリーテの嵐に巻き込まれた。
1997年にメッシーナ-パレルモ、メッシーナ-カターニア、シラクーザ-ジェーラのコンソーシアムを統合したシチリア高速道路コンソーシアム(CAS)が創設された。
1998年に、チェファル - ポッリナ - カステルブオーノの区間の工事のみは再開された。
歯車はまた回りだし、契約が締結されたが、資金は更に不足していた。契約会社は費用の補充がされず、次々に倒産した。
訴訟が始まり、すでに割り当てられた工事契約も取り消された。
1999年にメッシーナの検察官が、オークション形式で27%割引で3年前に決定したメッシーナ・ジョストラの出入口を契約した地元自治体に6件の保証通知を出した。
2001年に終点までの41kmをカポディカーサ議員(左翼民主主義者(党))が公共事業省と3億ユーロの割当てで工事計画を締結した。工事は再開した。マフィアの侵入に対する安全性を強化するために、CASは、メッシーナ県のANAS、労働組合、INPS(イタリア公的年金機構)、およびInail(イタリア労働災害保険機構)と合法性議定書に署名した。
2004年12月21日にカステルブオーノとフリアーノ仮出入口の間の最後の区間がメッシーナ方面のみ完成し、当時の首相シルヴィオ・ベルルスコーニと州知事のクッファーロの出席のもと開通した。最後の工事であるピアーノ・パラディーゾトンネルとそれを含むトゥーザからカステルブオーノの区間のパレルモ方面路線が完成し、両方向開通したのは約6ヶ月後であった。その間にメッシーナからパレルモまで行くには、トゥーザ出入口を出てカステルブオーノ出入口で再度入らねばならなかった。
最終的に2005年7月21日にトゥーザとカステルブオーノの区間のパレルモ方面も開通した。このように36年かけてA20は完成し、“永遠の未完成”というあだ名をようやく返上した。
工事全体にかかった費用は7億ユーロを超え、1kmあたり約400万ユーロである。更にこれに、この道路の建設を特徴付けた請負業者との紛争のための多数の訴訟に費やされた公的資金を追加する必要がある。

## 現在の状況

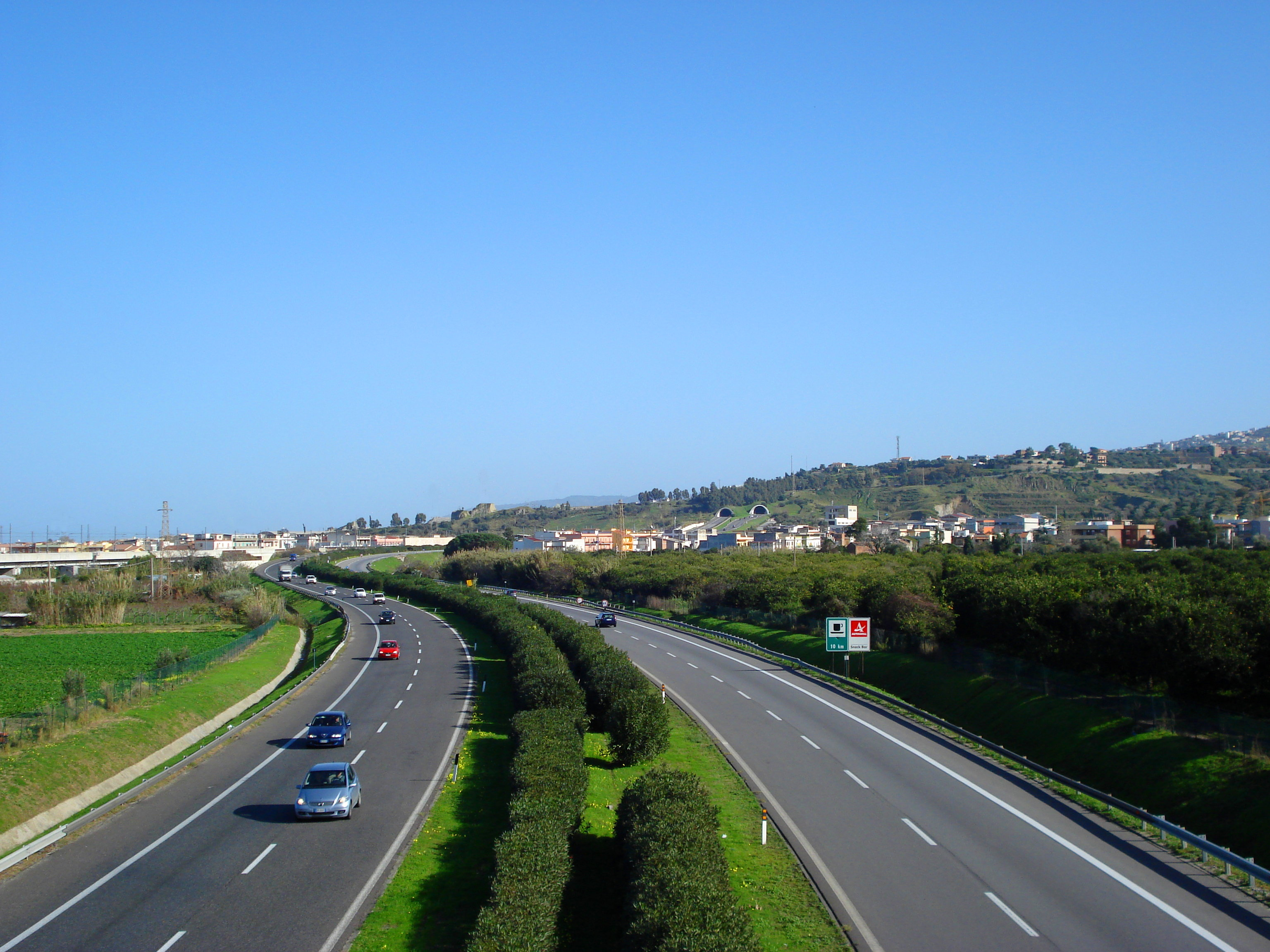
トッレグロッタ近くのアウトストラーダ A20

シチリアにとって、A19とA20は非常に重要な幹線である。メッシーナと地方都市を接続しており、特にカラブリアや他の地域に行かなければならない人々にとっては欠かせない道路である。複雑な地形のため、高速道路は大胆な技術的対策の適用を必要とし、片側2車線の経路のほとんどは、トンネルと高架橋が続く沿岸部に建設されている。
A20はメッシーナの南部でアウトストラーダ A18の続きとして始まっている。このアウトストラーダの最初のメッシーナ・ジョストラ出入口までの区間は無料である。ティレニア海沿岸に沿って進み、ペロリターニ山脈を越えた後、経路は海を垣間見る丘陵の風景の中を曲がりながら進む。それから風景は徐々に平坦になり、ニチェート谷とミラッツォの広い平野を通過する。ファルコーネ出入口を通過した後、ネブローディ山脈を通り抜ける間には、岬の数と同等の数の一連の長いトンネル群が待ち受けている。パレルモに向かって進むと、ネブローディ山脈とマドーニエ山脈の沿岸部の斜面の間の狭く深い谷を横切る非常に高い高架橋がトンネルの間に散在している。最後にブオンフォルネッロ本線料金所を通過し、A19に合流する。
2015年の交通量は19,516,919台だった。

### 行程
| Messina - Palermo |                                                                                                 |       |       |      |                |
| 種別              | 方面                                                                                            | ↓km↓  | ↑km↑  | 地域 | 欧州自動車道路 |
|                   | Messina-Catania                                                                                 | 0.0   | 183.0 | ME   |                |
|                   | パーキングエリア                                                                                | -     | 182.9 | ME   |                |
|                   | Messina sud - Tremestieri Orientale Sicula Porto di Tremestieri, Villa San Giovanniへのフェリー | 0.6   | 182.4 | ME   |                |
|                   | "Tremestieri ovest"サービスエリア                                                               | -     | 181.5 | ME   |                |
|                   | Messina - San Filippo                                                                           | 3.8   | 179.2 | ME   |                |
| \|                | Messina - Gazzi                                                                                 | 5.1   | 177.9 | ME   |                |
|                   | Messina centro Porto di Messina, Villa San Giovanniへのフェリー                                 | 7.0   | 176.0 | ME   |                |
|                   | Messina - Boccetta Rada San Francesco, Villa San Giovanniへのフェリー                           | 9.0   | 174.0 | ME   |                |
|                   | "Trapani"パーキングエリア                                                                       | 10.1  | -     | ME   |                |
|                   | Messina - Giostra Rada San Francesco, Villa San Giovanniへのフェリー                            | 11.2  | 171.0 | ME   |                |
|                   | "Salici"パーキングエリア                                                                        | -     | 166.8 | ME   |                |
|                   | メッシーナ北本線料金所                                                                          | 20.5  | 162.5 | ME   |                |
|                   | Villafranca Tirrena (出口はパレルモ方面のみ、入口はメッシーナ方面のみ) Settentrionale Sicula    | 20.5  | 162.5 | ME   |                |
|                   | "Divieto"サービスエリア                                                                         | 22.0  | 161.0 | ME   |                |
|                   | Rometta Settentrionale Sicula                                                                   | 24.0  | 159.0 | ME   |                |
|                   | "Ronetto"パーキングエリア                                                                       | 26.8  | -     | ME   |                |
|                   | Monforte San Giorgio (計画中)                                                                   |       |       | ME   |                |
|                   | Milazzo - Isole Eolie Settentrionale Sicula                                                     | 38.0  | 145.0 | ME   |                |
|                   | "Olivarella sud"サービスエリア                                                                  | -     | 143.0 | ME   |                |
|                   | Barcellona Pozzo di Gotto Settentrionale Sicula                                                 | 46.6  | 136.4 | ME   |                |
|                   | Furnari (計画中)                                                                                |       |       | ME   |                |
|                   | "Bazia"パーキングエリア                                                                         | 54.3  | 128.7 | ME   |                |
|                   | Falcone Settentrionale Sicula                                                                   | 58.2  | 124.8 | ME   |                |
|                   | "Tindari"サービスエリア                                                                         | 60.9  | 122.1 | ME   |                |
|                   | Patti                                                                                           | 66.7  | 116.3 | ME   |                |
|                   | "Praia"パーキングエリア                                                                         | -     | 114.3 | ME   |                |
|                   | "Cicero"パーキングエリア                                                                        | 72.1  | -     | ME   |                |
|                   | "Sant'Angelo di Brolo"パーキングエリア                                                          | 81.0  | -     | ME   |                |
|                   | Brolo - Capo d'Orlando est                                                                      | 84.1  | 98.9  | ME   |                |
|                   | "San Gregorio"パーキングエリア                                                                  | 89.5  | 93.5  | ME   |                |
|                   | Capo d'Orlando (計画中)                                                                         |       |       | ME   |                |
|                   | Rocca di Capri Leone - Capo d'Orlando ovest                                                     | 97.4  | 85.6  | ME   |                |
|                   | Sant'Agata di Militello                                                                         | 107.1 | 75.9  | ME   |                |
|                   | "Acquedolci sud"サービスエリア                                                                  | -     | 74.0  | ME   |                |
|                   | パーキングエリア                                                                                | -     | ?     | ME   |                |
|                   | パーキングエリア                                                                                | ?     | -     | ME   |                |
|                   | Reitano - Santo Stefano di Camastra Centrale Sicula                                             | 134.4 | 48.5  | ME   |                |
|                   | パーキングエリア                                                                                | 134.4 | 48.5  | ME   |                |
|                   | Tusa Settentrionale Sicula                                                                      | 145.0 | 40.4  | ME   |                |
|                   | パーキングエリア                                                                                | ?     | ?     | PA   |                |
|                   | Castelbuono - Pollina di Castelbuono                                                            | 153.6 | 29.4  | PA   |                |
|                   | パーキングエリア                                                                                | ?     | -     | PA   |                |
|                   | "Santa Lucia"パーキングエリア                                                                   | -     | 16.7  | PA   |                |
|                   | Cefalù Settentrionale Sicula                                                                    | 166.8 | 16.2  | PA   |                |
|                   | "Campofelice"パーキングエリア                                                                   | 178.8 | 4.2   | PA   |                |
|                   | Buonfornello本線料金所                                                                          | 181.8 | 1.2   | PA   |                |
|                   | Palermo-Catania                                                                                 | 183.0 | 0.0   | PA   |                |

## 構造物
- 高架橋:282箇所 長さ19mから1,101mまで
- トンネル(山を抜けるためのもの):124箇所 合計112.408km
- トンネル(アンダーパス、落石防止用など):31箇所 合計5.72km

## 工事中情報
2017年7月31日から11.2km地点のバッリオトンネルの手前にあるリティーロ高架橋は耐震補強のために通行止めになっている。
パレルモ方面は、仮設の1車線道路を使うことができるが、メッシーナ方面は、一旦メッシーナ-ジョーストラ出口を出て、同じ入り口で入り直す必要がある。この高架橋の完成予定は2022年の予定である。

## 整備計画
以下の出入口建設が計画中である。
- モンフォルテ・サン・ジョルジョ[10] (ロメッタとミラッツォの間)
- フルナリ[11] (バルチェッローナ・ポッツォ・ディ・ゴットとファルコーネの間)
- カーポ・ドルランド[11] (ブローロ (メッシーナ県)とロッカ・ディ・カプリ・レオーネの間)